# Российско-монгольские отношения
Российско-монгольские отношения — двусторонние дипломатические отношения между Россией и Монголией. Россия содержит посольство в столице Монголии Улан-Баторе, а также генеральное консульство в Дархане, а Монголия — посольство в Москве, а также генеральные консульства в Иркутске, Кызыле и Улан-Удэ и почётное консульство в Екатеринбурге. Отношения двух стран с советских времен остаются дружественными, значительную долю в экспорте Монголии дает российско-монгольский комбинат Эрдэнэт. Вместе с тем объём двусторонней торговли резко упал в 1990-е годы и по состоянию на 2010-е годы представлен преимущественно поставками российских энергоносителей. В связи с падением мировых цен на нефть в 2015 году объём двустороннего товарооборота резко сократился и составил около 1 млрд долларов (в 2014 году он был 1,6 млрд долларов).
Россия является членом ШОС, в то время как Монголия имеет статус наблюдателя. Россия и Монголия являются членами МБЭС и МИБ.

## История

### Русско-монгольские отношения до XIX века
В XIII веке столицу Монгольской империи город Каракорум посещали русские князья Олег Ингваревич, Константин Ярославич, Ярослав Всеволодович, Андрей Ярославич, Александр Ярославич Невский и Глеб Василькович. В середине XVII века в ходе завоевания Сибири Русским государством начались первые регулярные контакты между Россией и Монгольским государством. В 60-80-е годы XVII века, в условиях обострившихся противоречий между Россией, цинским Китаем, Джунгарией и халхаскими феодалами, были продолжены усилия для возобновления добрососедских отношений с правителями Северной Монголии. Ранее эти отношения были прерваны на целые десятилетия из-за неудачной поездки Е. Заболоцкого в конце 40-х годов к Сэцэн-хану Шолою и были возобновлены лишь в 1666 году, после постройки Селенгинского острога близ монгольских кочевий.
По утверждениям некоторых исследователей русско-монгольских отношений XVII века, в том числе Н. П. Шастиной, граница между Россией и Монголией в то время была условной, часто менялась и перемещение населения в ту и другую сторону было практически свободным, а некоторые монгольские ханы и даже ламы переходили под власть русского царя.

### Русско-монгольские отношения в XIX веке
Одним из пионеров русской торговли в Монголии был Григорий Иванович Посылин (умер 8 мая 1890 г). Когда русские в 1860-х гг. получили право въезда в Монголию с торговыми целями, Посылин одним из первых пробрался через Тунку в землю дархатов, сумел установить самые дружелюбные отношения с местным населением, и снискал себе среди него такую популярность, что его голос имел значение даже на общественных сходках дархатов. В его доме всегда находили хороший прием и черпали полезные указания и сведения научные экспедиции, которым случалось проходить через дархатскую землю.

### Российская империя и Внешняя Монголия в конце XIX — начале XX веков
3 ноября 1912 года в Урге было подписано монгольско-российское соглашение (в монгольском варианте — договор), обозначавшее признание Монголии отдельной страной. Соглашение и протокол к нему были подписаны напрямую (минуя Китай), устанавливали протекторат России над Внешней Монголией и относили Китай к зарубежным странам. Некоторые положения русского и монгольского вариантов документа имели разный смысл (в монгольском варианте обозначали образование независимого государства), но оба варианта имели равную силу.
Соглашение 3 ноября 1912 г. положило начало российско-монгольским дипломатическим отношениям.
5 ноября 1913 года Россия признала суверенитет Китая над Монголией, но монголы не признали его, так как считали, что Россия уже признала Монголию независимым государством. 25 мая 1915 года в Кяхте было заключено трёхстороннее российско-китайско-монгольское соглашение, провозглашавшее автономию Монголии. Самоуправление Монголии было подтверждено; пекинскую власть представлял китайский резидент в Урге и его помощники в Улясутае, Маймачене (Алтан-Булаке) и Кобдо.

### СССР и Монгольская Народная Республика
Советско-монгольские дипломатические отношения были официально установлены 5 ноября 1921 года после победы Народной революции в Монголии. СССР и Монгольская Народная Республика сотрудничали в политической, военной, экономической и культурной сферах. В 1925—1931 годах на Ленинградском монетном дворе для Монголии были отчеканены большие партии серебряных и медных монет. Монголия поддерживала СССР во время Великой Отечественной войны. Советско-монгольские войска успешно участвовали в боях на Халхин-Голе и в маньчжурской операции 1945 года. Советский Союз оказывал помощь Монголии в укреплении и модернизации её вооружённых сил, содержал на её территории военный контингент.
Монгольская комиссия АН СССР — существовала в 1927—1953 годах. Она координировала советские научные исследования (в основном геологические) в Монголии.
Выполняя решения Ялтинской конференции, СССР добился от Китайской республики признания независимости Монголии (август 1945 г.), что привело к повсеместному признанию государства. 31 октября 1961 года Монголия при поддержке СССР вступила в ООН.
При участии советских специалистов была сооружена Трансмонгольская железная дорога, созданы промышленные и сельскохозяйственные предприятия. Советский Союз в рамках СЭВ предоставлял Монголии кредиты для развития экономики; был создан ряд совместных советско-монгольских предприятий, проведена индустриализация страны.
В 1990 году экспорт Монголии в СССР составил 517 млн долларов, а импорт из СССР — 716,2 млн долларов. Монгольский долг составил по советским кредитам около 10 млрд переводных рублей. В 1990 году на СССР приходилось 83,9 % торгового оборота МНР.
19 октября 1976 года в результате работ советско-монгольской комиссии по демаркации был подписан договор о прохождении границы между СССР и Монголией.

### Российская Федерация и Монголия
Современные российско-монгольские отношения базируются на Договоре о дружественных отношениях и сотрудничестве от 20 января 1993 года и развиваются в духе стратегического партнёрства. В 2005 году был урегулирован монгольский долг (10 млрд переводных рублей + 1 млрд долларов процентов на 2001 год): Россия списала 98 % задолженности, а Улан-Батор выплатил остальные 250 млн долларов.
Помимо Договора о дружественных отношениях и сотрудничестве, двусторонние отношения между странами также опираются на Улан-Баторскую (2000 год) и Московскую (2006 год) декларации и на Декларацию о развитии стратегического партнерства между Российской Федерацией и Монголией от 25 августа 2009 года. В общей сложности на межгосударственном и межправительственном уровнях было подписано более 150 договоров и соглашений.
В Монголии действуют 425 российских и российско-монгольских предприятий. 3 сентября 2014 года президент России Владимир Путин посетил с официальным визитом Монголию, где встретился со своим монгольским коллегой Цахиагийном Элбэгдоржем. В ходе встречи стороны подписали ряд документов, в том числе соглашения о безвозмездной военно-технической помощи России Монголии и модернизации железных дорог Монголии. Также по итогам переговоров лидеры двух стран подписали соглашение о восстановлении безвизового режима между двумя странами, отменённого в 1995 году по инициативе Монголии.
Помимо Соглашения об условиях взаимных поездок граждан, заключено также Соглашение о реадмиссии и протокол о порядке его реализации. В общем, перед визитом к подписанию были подготовлены 13 различных двусторонних договоров. Также Россия продолжает практику списания монгольских долгов. Правда, после «большого списания» 2005 года, суммы прощенной задолженности невелики. Например, в 2010 году было заключено соглашение о списании 97,8 % задолженности Монголии перед Россией на общую сумму 174,2 млн долларов (Улан-Батор по нему должен выплатить только 3,8 млн долларов). Данное соглашение было ратифицировано только в январе 2016 года.
На 2018 год развивается военно-техническое сотрудничество между Россией и Монголией, а части Вооружённых сил Монголии принимают участие в совместных военных учениях с частями Вооружённых сил России.
В 2019 году была возобновлена работа Российско-Монгольского делового Совета под руководством двух сопредседателей, Хоохорына Бадамсурэна (генеральный директор монгольской компании «Эрдэнэт») и Михаила Лифшица (председатель Совета директоров компании «РОТЕК»).
3 сентября 2019 года Президент России Владимир Путин и его монгольский коллега Халтмаагийн Баттулга по итогам переговоров в этот день подписали бессрочный договор о дружбе и всеобъемлющем стратегическом партнёрстве между двумя странами. Об этом было объявлено на совместной пресс-конференции руководителей двух государств.

## Экономическое сотрудничество
Особенностью динамики российско-монгольской торговли является резкое увеличение превышения российского экспорта в Монголию над монгольским импортом в РФ, начиная с 2000 года: в 2000 году это превышение составило 132,4 млн долларов, в 2005 году уже 390,7 млн долларов, в 2010 году достигло 964 млн долларов, а в 2013 году — 1500 млн долларов.
По сравнению с советским периодом монгольский экспорт в Россию упал почти до нуля и даже в 2000-е годы его объём не был восстановлен: в 1990 году он составил 517,5 млн долларов, в 2000 году только 36,7 млн долларов, в 2010 году 82,7 млн долларов, а в 2013 году 61,8 млн долларов. Российский экспорт в Монголию после падения в 1990-е годы, уже в 2007 году номинально превысил уровень 1990 года, а в 2013 году составил 1569,1 млн долларов (в 1990 году 716,2 млн долларов). Доля России в монгольском импорте сократилась с 35,5 % в 2005 году до 32,7 % в 2010 году и 24,6 % в 2013 году.
Доля России в монгольском экспорте невелика: 2,6 % в 2000 году, 2,8 % в 2010 году и сократилась до 1,4 % в 2013 году.

### Российские промышленные объекты в Монголии
В Монгольской народной республике советскими специалистами был выстроен ряд промышленных объектов. Одними из крупнейших были советско-монгольские комбинат «Эрдэнэт», созданный в 1978 году и горно-обогатительное предприятие «Монголросцветмет», созданное в 1973 году.
После распада СССР оба объекта оставались в совместной собственности России и Монголии. В 2016 году «Ростех» подписала соглашение о продаже Монгольской медной компании 49 % акций в совместных российско-монгольских горнорудных предприятиях «Эрдэнэт» и «Монголросцветмет». Таким образом объекты стали полностью монгольскими. Крупными совместными проектами являются такие проекты как развитие Улан-Баторской железной дороги, расширение энергосистемы Монголии.
В 2015 году компания РОТЕК и Уральский турбинный завод начали реализацию проекта расширения Улан-Баторской ТЭЦ-4, что позволило к 2019 году увеличить на 15 % мощность всей энергосистемы Монголии. По итогом реализации этот проект был удостоен награды президента Монголии «Алтан Гэрэгэ».
О продолжении этих и других крупных проектов было заявлено Президентом РФ Путиным на российско-монгольских переговорах в сентябре 2019 года. Осенью 2020 года на межправительственном уровне рассматривался второй энергетический проект РФ в Монголии по модернизации ТЭЦ-3 и расширению мощности на 250 МВт. Данный проект прорабатывают «Интер РАО» и холдинг «Ротек».

## Послы
- Список послов Монголии в России
- Список послов СССР и России в Монголии